# Cucut terrestre d'Indoxina
El cucut terrestre d'Indoxina (Carpococcyx renauldi) és una espècie d'ocell de la família dels cucúlids (Cuculidae) que habita la selva humida, bosc i matoll del Sud-est asiàtic.